# Dustur (film)
Dustur è un film documentario del 2016 diretto da Marco Santarelli.

## Trama
Nella biblioteca del carcere Dozza di Bologna, un gruppo di detenuti, coordinati dal religioso Fra Ignazio e dal giovane Yassin Lafram, mediatore culturale musulmano e coordinatore della Comunità Islamica di Bologna, si confrontano sul valore della costituzione, comparando quella italiana a quella dei paesi arabi.
I detenuti infatti provengono da Tunisia, Marocco, Egitto e Algeria. Durante gli incontri, ai quali partecipano anche dei giuristi, si discute di esperienze, tradizioni e credenze religiose in relazione ai principi della Costituzione italiana. All'interno del carcere si affrontano numerosi temi quali l'uguaglianza, la libertà, il diritto al lavoro e all'istruzione; all'esterno invece scorre la storia del giovane Samad, ex-detenuto marocchino che, in attesa della fine della pena, ottiene il permesso di partecipare agli incontri come libero cittadino. Samad insieme ai suoi ex-compagni proverà a stilare una nuova dustur, che tradotto in lingua araba, significa "costituzione".
Il documentario, cominciato all'interno del carcere, si conclude nel cimitero di Casaglia a Marzabotto, luogo simbolo della resistenza antifascista e della Costituzione Italiana. Il musulmano Samad e il cristiano Ignazio, religioso dell'ordine fondato da Giuseppe Dossetti, ritrovano proprio in quel luogo i valori condivisi della libertà e dei diritti umani da riconfermare stilando le Costituzioni.

## Produzione
In un'intervista il regista afferma: "Le riprese sono cominciate nel 2014, quando è partito il corso: ho filmato tutte e 24 le lezioni del frate dossettiano Ignazio, volontario religioso che ha studiato il diritto islamico e per molti anni ha vissuto in Medio Oriente". Inoltre, aggiunge: "Il ruolo fondamentale dei volontari negli istituti penitenziari è quello che ho voluto omaggiare nei miei due lavori".

## Distribuzione
Partecipazioni a festival cinematografici:
- Torino Film Festival 2015
- Festival del Cinema Africano di Verona, novembre 2016;[5]
- Festival del Cinema Africano, d'Asia e America Latina di Milano, marzo 2017.[6]

## Riconoscimenti
- Torino Film Festival 2015
  - Premio AVANTI
  - Premio "Gli Occhiali di Gandhi"
- Youth Award-Cinema du Réel, Parigi, 2016.[7]